# QB50

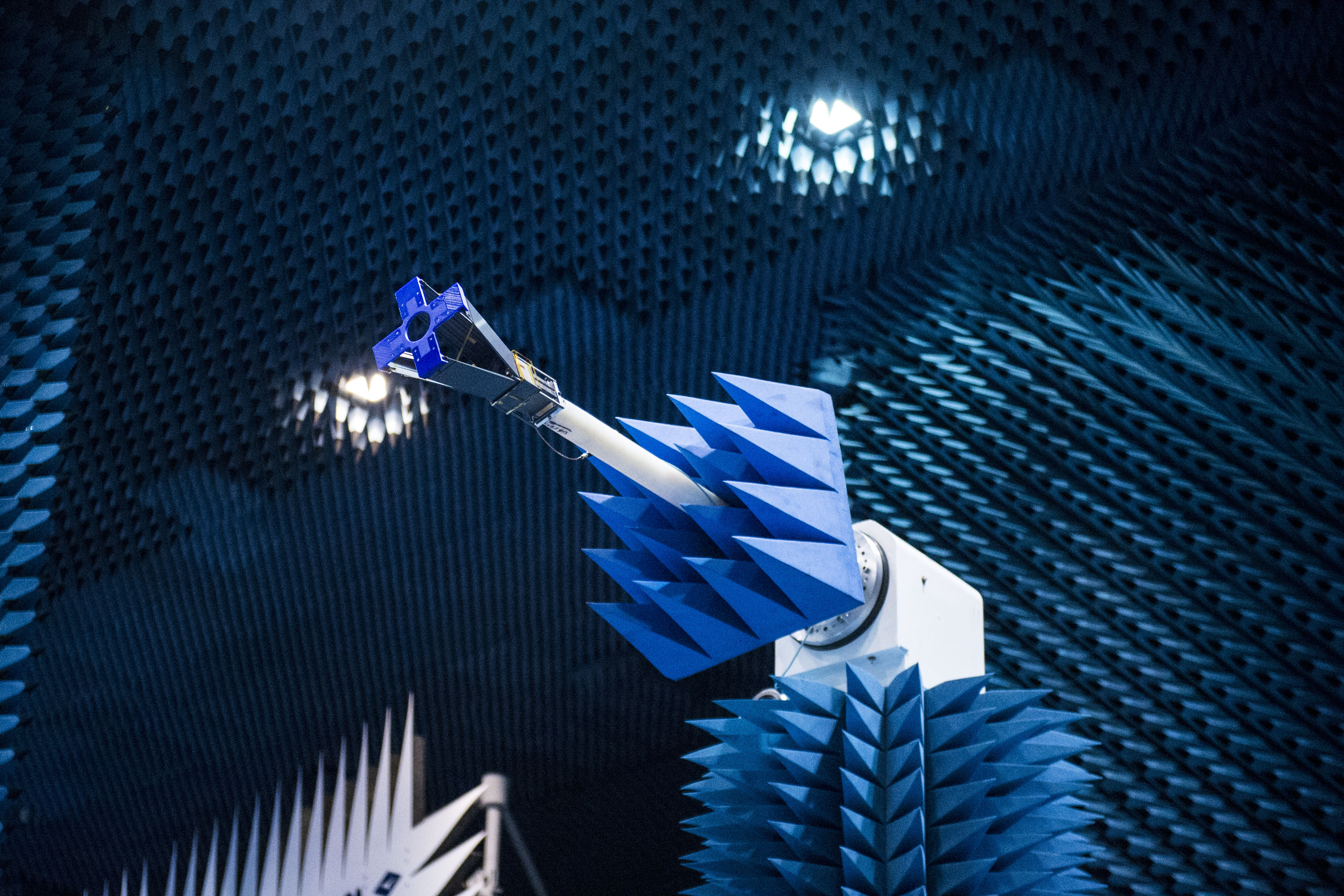
Le CubeSat Qarman, de la constellation QB50, est testé dans la chambre Hertz de l'établissement ESTEC de l'Agence spatiale européenne.

QB50 est un projet visant à lancer une quarantaine de CubeSats développés par des équipes universitaires emportant chacun un instrument scientifique pour l'étude de la thermosphère. Ces nano-satellites doivent être placés en orbite durant le premier semestre 2017 en deux vagues.

## Historique
Le projet de constellation de CubeSat QB50 est mis sur pied en 2011 par l'institut de recherche belge IVK (Institut von Karman consacré aux recherches sur la dynamique des fluides). Du fait de sa taille réduite  un CubeSat simple (10x10x10 cm masse 1 kg) ou mème double ou triple ne peut emporter qu'une très faible charge utile et sa capacité à manœuvrer ou transmettre des données est réduite. En combinant les capacités de plusieurs CubeSat dotés de capteurs identiques on peut remplir des objectifs scientifiques. La réalisation d'une constellation de CubeSats est un sujet ancien mais qui se concrétise pour la première fois avec le projet QB50. 

## Objectifs
Le projet QB50, financé en partie dans le cadre du Septième programme-cadre de l'Union Européenne, a pour objectif de, :
- Faciliter l'accès à l'espace
- Effectuer des mesures in situ et multipoints dans la thermosphère
- Développer des démonstrateurs technologiques
- Contribuer à la formation : les CubeSats sont réalisés par des universités.

## Caractéristiques techniques
Tous les CubeSats QB50 doivent répondre au cahier des charges imposé à ce type de nano-satellite (celui-ci définit les dimension, masse, contrainte sur la pressurisation, le système propulsif, la mise en marche, les mécanismes de déploiement, etc.) ainsi qu'à un cahier des charges complémentaire établi dans le cadre du projet QB50. Celui-ci impose notamment une durée de vie minimale de 6 mois, la capacité du satellite à ralentir un mouvement de rotation, etc. 

### Instruments scientifiques
La majeure partie des CubeSat emporte un des trois capteurs suivants destinés à collecter des données sur la thermosphère :
- Le spectromètre de masse des ions neutres INMS (Ion and Neutral Mass Spectromete) développé par le Laboratoire de science spatiale Mullard mesure la densité des ions in situ et détermine les principaux constituants (azote, oxygène moléculaire, oxygène atomique).
- Expérience FIPEX développée par TU Dresden de mesure de l'oxygène présent dans l'atmosphère résiduelle
- Sonde de Langmuir à capteurs multiples mNLP (Multi Needle Langmuir Probe) développé par l'université d'Oslo. L'instrument mesure la densité des électrons avec une résolution spatiale de 1 mètre.

### Démonstrateurs technologiques
Plusieurs CubeSats transportent une charge utile spécifique  :
- QARMAN (QubeSat for Aerothermodynamic Research and Measurements on AblatioN) est un CubeSat  3U construit par l'Institut von Karman de dynamique des fluides   pour étudier le processus de rentrée atmosphérique et les phénomènes aérothermodynamiques associés. Il comprend un bouclier thermique utilisant un matériau ablatif innovant. Il doit  également tester un système de désorbitage passif et un système de render-vous orbital non propulsé.
- DelFFi désig,e 2 CubeSat 3U  - Delta and Phi - qui sont construits par TU Delft. Ils doivent démonter leur capacité à effectuer un vol en formation de manière autonome en utilisant différents dispositifs. Ils emportent également un capteur FIPEX.
- InflateSail est un CubeSat 3U développé par le Surrey Space Centre de l'Université de Surrey qui doit tester l'utilisation d'une voile d'une superficie de 3 m x 3 m utilisant une structure gonflable  pour accélérer la désorbitation de satellites.

## Déroulement de la mission
Les CubeSats doivent être placés en orbite en deux temps :
- 28 CubeSats, regroupés sous l'appellation SB50-ISS, sont embarqués dans le vaisseau de ravitaillement Cygnus et sont placés en orbite vers la mi-mars 2017 par une fusée Atlas V. Déchargés dans la Station spatiale internationale, ils sont vérifiés par l'équipage de celle-ci puis largués dans l'espace en plusieurs séries espacées. Ils circulent alors sur la même orbite que la station spatiale (altitude environ 415 km, inclinaison orbitale 51,6°).
- 8 CubeSats, regroupés  sous l'appellation SB50-PL , sont placés en orbite en tant que charge utile secondaire par une fusée indienne PSLV vers le 21 avril. Ils circulent alors une orbite héliosynchrone à 500 km d'altitude avec une inclinaison orbitale de 97,1°.

Les mesures de la thermosphère sont effectuées à partir du moment où l'altitude des nano-satellites est descendue à 300 km/

## Liste des CubeSats du programme QB50
La majeure partie des satellites doivent être lancés au cours du 1er semestre 2017.
| Identifiant | Type CubseSat | Instrument scientifique | Participant universitaire principal            | Désignation du CubeSat | Pays           | Lanceur |
| ----------- | ------------- | ----------------------- | ---------------------------------------------- | ---------------------- | -------------- | ------- |
| AT03        | 2U            | mNLP                    | FHWN                                           | Pegasus                | Autriche       | PSLV    |
| AU01        | 2U            | INMS                    | Université d'Adélaïde                          | SUSat                  | Australie      | Atlas V |
| AU02        | 2U            | INMS                    | Université de Nouvelle-Galles du Sud           | UNSW-EC0               | Australie      | Atlas V |
| AU03        | 2U            | mNLP                    | Université de Sydney                           | INSPIRE-2              | Australie      | Atlas V |
| AZ01        | 2U            | FIPEX                   | Université de Stellenbosch                     | ZA-AEROSAT             | Afrique du Sud | Atlas V |
| AZ02        | 2U            | FIPEX                   | SCS-SPACE                                      | nSIGHT-1               | Afrique du Sud | Atlas V |
| CA03        | 2U            | mNLP                    | Université d'Alberta                           | ExAlta-1               | Canada         | Atlas V |
| BE02        | 2U            | INMS                    | Institut de technologie de Harbin              | LilacSat-1             | Chine          | Atlas V |
| BE03        | 2U            | FIPEX                   | Université de science et technologie de Nankin | NJUST-1                | Chine          | Atlas V |
| BE04        | 2U            | INMS                    | Université polytechnique du Nord-ouest (en)    | Ao Xiang-1             | Chine          | Atlas V |
| BE06        | 2U            | INMS                    | Université Nationale de technologie de Défense | NUDTSat                | Chine          | PSLV    |
| CZ02        | 2U            | FIPEX                   | VZLU                                           | VZLUSAT-1              | Tchéquie       | PSLV    |
| DE02        | 2U            | INMS                    | UCL                                            | UCLSat                 | Royaume-Uni    | Atlas V |
| DE04        | 3U            | N/A                     | FH Aachen                                      | DragSail-CubeSat       | Allemagne      | PSLV    |
| E501        | 2U            | INMS                    | Université polytechnique de Madrid             | QBITO                  | Espagne        | Atlas V |
| FI01        | 2U            | mNLP                    | Université Aalto                               | Aalto-2                | Finlande       | Atlas V |
| FR01        | 2U            | FIPEX                   | École Polytechnique                            | X-CubeSat              | France         | Atlas V |
| FR05        | 2U            | FIPEX                   | Mines ParisTech                                | SpaceCube              | France         | Atlas V |
| GB03        | 2U            | INMS                    | University College de Londres                  | UCLSat                 | Royaume-Uni    | PSLV    |
| GB06        | 3U            | N/A                     | Université de Surrey                           | InflateSail            | Royaume-Uni    | PSLV    |
| GR01        | 2U            | mNLP                    | Université Démocrite de Thrace                 | DUTHSat                | Grèce          | Atlas V |
| GR02        | 2U            | mNLP                    | Université de Patras                           | UPSat                  | Grèce          | Atlas V |
| IL01        | 2U            | mNLP                    | IDC Herzliya                                   | Hoopoe                 | Israël         | Atlas V |
| IT02        | 3U            | mNLP                    | Université de Rome « La Sapienza »             | URSA MAIOR             | Italie         | PSLV    |
| KR01        | 2U            | INMS                    | KAIST                                          | LINK                   | Corée du Sud   | Atlas V |
| KR02        | 2U            | FIPEX                   | Université nationale de Séoul                  | SNUSAT-1               | Corée du Sud   | Atlas V |
| KR03        | 2U            | FIPEX                   | Université nationale de Séoul                  | SNUSAT-1b              | Corée du Sud   | Atlas V |
| LT01        | 3U            | FIPEX                   | Université de Vilnius                          | LituanicaSAT-2         | Lituanie       | PSLV    |
| SE01        | 2U            | FIPEX                   | Université de technologie de Lulea             | QBEE                   | Suède          | Atlas V |
| TR01        | 2U            | mNLP                    | Université technique d'Istanbul                | BEEAGLESAT             | Turquie        | Atlas V |
| TR02        | 2U            | mNLP                    | HAVELSAN                                       | HAVELSAT               | Turquie        | Atlas V |
| TW01        | 2U            | INMS                    | NCKU                                           | PHOENIX                | Taiwan         | Atlas V |
| UA01        | 2U            | FIPEX                   | Université nationale technique d'Ukraine       | PolyITAN-2 SAU         | Ukraine        | Atlas V |
| US01        | 2U            | INMS                    | Université du Colorado                         | Challenger             | États-Unis     | Atlas V |
| US02        | 2U            | FIPEX                   | Université du Michigan                         | Atlantis               | États-Unis     | Atlas V |
| US04        | 2U            | FIPEX                   | Universidad del Turabo                         | Columbia               | États-Unis     | Atlas V |